# Edison Broce
Edison Augusto Broce Urriola (Ciudad de Panamá; 1 de noviembre de 1990) es un político independiente, abogado y ecologista panameño, que ejerció como diputado de la Asamblea Nacional de Panamá para el periodo 2019-2024.  
Es uno de los parlamentarios más jóvenes de Panamá. Ampliamente conocido por sus políticas ecológicas, relacionadas con la economía circular y la economía carbono neutral. Desde el 1 de julio de 2020 hasta el 30 de junio de 2022 fue Jefe de la Bancada Independiente de la Asamblea Nacional de Panamá.

## Educación
Inició sus estudios de Derecho en la Universidad de Panamá y se graduó cum laude en la Universidad Católica Santa María La Antigua, donde también obtuvo una maestría en derecho procesal, realizando su tesis de grado en Derecho Ambiental, graduándose Summa Cum Laude. Durante este periodo adquirió, por mérito, conocimientos en programas como International Visitor Leadership Program (IVLP) y Global Undergraduate Exchange Program (Global UGRAD), ambos promovidos por el Departamento de Estado de los Estados Unidos. Posteriormente, recibió la Beca Chevening para realizar una maestría en políticas públicas en la Universidad de Oxford.
Fundó el primer grupo ecologista de la Universidad Católica Santa María La Antigua y fue miembro del equipo que ganó la ronda nacional panameña de Jessup International Law Moot Court Competition en 2013. En 2017 fue reconocido por la Cámara Junior Internacional en el campo «Asuntos Políticos, Legales y/o Gubernamentales». También se desempeñó como el primer presidente de Youth Advisory Council de la Embajada de Estados Unidos, donde fundó Eco Éxito, un proyecto de reciclaje comunitario, que se convirtió en una organización no gubernamental independiente.
Actualmente, es miembro del International Panel of Parliamentarians for Freedom of Religion or Belief. Dentro de esta red ha participado a nivel nacional e internacional.

## Carrera política
Desde el 1 de julio de 2014 hasta el 30 de junio de 2019 ejerció en la Asamblea Nacional de Panamá como diputado suplente independiente. En las elecciones generales de Panamá de 2019 fue elegido como Diputado por el Circuito 8-4. Junto a sus colegas independientes elegidos en 2019, renunció a los privilegios de los que gozan los parlamentarios, como exoneración del impuesto de importación de autos, uso de fondos públicos, franquicia postal y telefónica, donaciones, partidas, nombramientos o cualquier manejo opaco de la estructura pública. Así mismo, conformaron la primera Bancada Independiente en la historia de la República de Panamá.

### Trabajo legislativo
Ha desarrollado políticas públicas que potencian la economía circular y la economía carbono neutral, impulsando como ejes transversales la educación, la ecología y el bienestar. A continuación Leyes vigentes de su autoría:
| Política Pública                  | Objetivo                                                                                 |
| --------------------------------- | ---------------------------------------------------------------------------------------- |
| Ley 295 de 25 de abril de 2022    | Que incentiva la movilidad eléctrica en el transporte terrestre                          |
| Ley 223 de 8 de junio de 2021     | Que establece incentivos ambientales                                                     |
| Ley 187 de 2 de diciembre de 2020 | Que regula la reducción y el reemplazo progresivo de plásticos de un solo uso            |
| Ley 132 de 17 de marzo de 2020    | Sobre reducción del uso de papel en la gestión pública                                   |
| Ley 6 de 6 de febrero de 2017     | Que establece la gestión integrada de los residuos sólidos en las instituciones públicas |

Los resultados de su trabajo han sido reconocidos por Vogue Reino Unido, Business Insider y Financial Times. Adicionalmente, fue nominado como político del año por la organización One Young World. Por otro lado, la aplicación de sus Leyes han tenido un impacto positivo en la vida nacional, conviene destacar, la Ley 187 de 2 de diciembre de 2020, que en su segunda fase ha reemplazado artículos de plásticos de un solo uso como revolvedores, anillos de latas y platos desechables, aparte de ello, la Ley 6 de 6 de febrero de 2017, ha reforzado la conciencia ecológica en las instituciones públicas por medio de campañas de reciclaje. Complementando estas políticas públicas, la Ley 223 del 8 de junio de 2021, brinda exoneraciones e incentivos fiscales con el fin de promover las prácticas comerciales sostenibles, la reconversión de las empresas y el desarrollo de la industria del reciclaje en Panamá.
Orientadas a la economía carbono neutral y la innovación, la Ley 132 de 17 de marzo de 2020 ha logrado reducir el consumo masivo de hojas de papel por parte del Estado, inclusive, datos de la Autoridad Nacional para la Innovación Gubernamental sustentan que su implementación ha contribuido a la interoperabilidad de plataformas tecnológicas, la reducción de 2300 t de emisiones de gases de efecto invernadero y un ahorro presupuestario superior a B/.11 000 000. De igual manera, la Ley 295 de 25 de abril de 2022, su más reciente política pública, acelera la transición energética del transporte terrestre con la introducción de vehículos eléctricos en la flota estatal y de transporte público, además, establece las bases normativas para el desarrollo de modelos negocios como la instalación de estaciones de carga, el reciclaje de baterías, la medición de eficiencia energética, el desarrollo de aplicaciones móviles y el uso de energías renovables, recibiendo el apoyo del empresario Mayer Mizrachi.
En 2019, solicitó al pleno de la Asamblea Nacional de Panamá la creación de una Comisión de Investigación sobre la deforestación en la provincia de Darién para identificar las causas raíz de la problemática. Tras ser aprobada, fue elegido Presidente de la misma y adelantó sesiones y comparecencias de servidores públicos de alta jerarquía, como el Ministro de Ambiente Milciades Concepción y el Administrador de la Autoridad Nacional de Administración de Tierras. En la actualidad, la Comisión de Investigación ha redactado un informe borrador que se encuentra en proceso de consulta.
Paralelamente, fue Jefe de la Bancada Independiente 2020-2022, representante principal en el Diálogo Nacional por la Caja de Seguro Social en 2021 y miembro de la Comisión de Presupuesto en la legislatura 2021-2022, donde realizó múltiples cuestionamientos y solicitó información reveladora sobre el manejo de fondos públicos. Se encuentra entre los diputados con menor gasto operativo dentro del Órgano Legislativo panameño.

### Candidatura a alcalde del distrito de Panamá
El 27 de junio de 2022, Broce anunció su candidatura para la alcaldía del distrito de Panamá en las elecciones generales de 2024, presentando como sus principales pilares de trabajo la seguridad, el desarrollo sostenible, el gobierno abierto y la economía. El candidato independiente obtuvo 57 088 firmas de apoyo recibidas con un gasto acumulado de $36 965,18 dólares, siendo cuatro veces menor que sus adversarios.[cita requerida] Este suceso le permitió clasificar en primer lugar y posicionarse entre los primeros lugares de las encuestas rumbo a las elecciones del 5 de mayo de 2024, continuando con una campaña por la Libre postulación y siendo igualmente postulado por el Movimiento Otro Camino dado al ofrecimiento del candidato presidencial y Presidente del Colectivo Ricardo Lombana. 
En las elecciones a la alcaldía de 2024 resultó vencido por Mayer Mizrachi y obtuvo el segundo lugar con 138 943 votos aportados por su casilla de libre postulación y por el Movimiento Otro Camino.[cita requerida]

## Cooperación internacional
Edison Broce ocupó la Presidencia de la Comisión de Educación, Cultura, Ciencia, Tecnología y Comunicación del Parlamento Latinoamericano y Caribeño (PARLATINO). En dicho organismo impulsó la aprobación de la Ley Modelo sobre reducción de la contaminación marina, iniciativa conjunta con el Programa de las Naciones Unidas para el Medio Ambiente.